# Miss America's Outstanding Teen

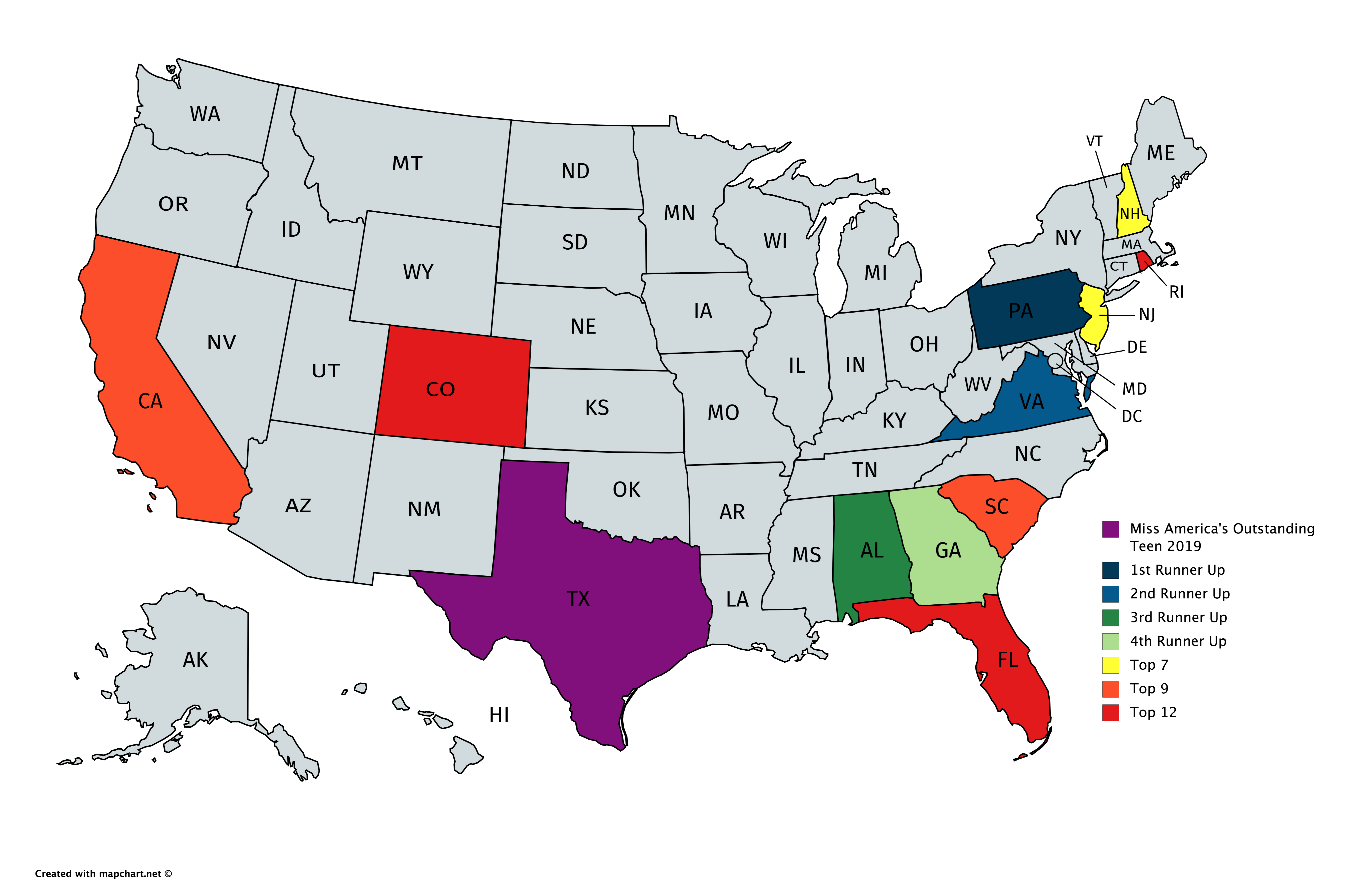
Miss America's Outstanding Teen.

Miss America’s Outstanding Teen es un certamen de becas estadounidense. Es una empresa hermana a la organización de Miss America y pretende "promover aprovechamiento escolar, logro creativo, vida saludable y la participación en la comunidad para adolescentes de los Estados Unidos". El concurso se celebró en agosto de 2005 en el teatro de Linda Chapin en el Orange County Convention Center en Orlando, Florida. Meghan Miller, quien representó a Texas, fue la primera en ganar la competencia. Más de $175,000 becas donaciones fueron distribuidos entre los 52 participantes en el certamen, con una beca de $30.000 que se adjudiquen a la ganadora. La actual ganadora es Elizabeth Fechtel que representó a Florida.

## Enlaces
- Página oficial Miss America's Outstanding Teen Archivado el 26 de agosto de 2007 en Wayback Machine.